# Nico Verhoeven
Nicolaas Cornelis Maria Verhoeven, detto Nico (Berkel-Enschot, 2 ottobre 1961), è un dirigente sportivo ed ex ciclista su strada olandese. Professionista dal 1985 al 1995, vinse una tappa al Tour de France 1987. Dal 1998 è direttore sportivo del Team Jumbo-Visma (già Rabobank, Belkin e Lotto NL).

## Palmarès
- 1982 (Dilettanti)

Classifica generale Omloop van de Mijnstreek
- 1983 (Dilettanti)

8ª tappa Niedersachsen Rundfahrt
1ª tappa Omloop van Zeeuws-Vlaanderen
2ª tappa Omloop van Zeeuws-Vlaanderen
3ª tappa Omloop van Zeeuws-Vlaanderen
Classifica generale Omloop van Zeeuws-Vlaanderen
Trofee Jan van Erp
4ª tappa Omloop van de Mijnstreek
- 1984 (Dilettanti)

Campionati olandesi, Prova in linea Dilettanti
Grote Prijs Stad Waregem
- 1986 (Skala-Skil, una vittoria)

3ª tappa Giro del Belgio (Genval > Lessive)
- 1987 (Superconfex-Kwantum Hallen-Yoko, due vittorie)

1ª tappa Tour de France (Berlino > Berlino)
Grote Prijs Stad Zottegem
- 1992 (PDM-Ultima-Concorde, due vittorie)

Omloop der Vlaamse Ardennen
3ª tappa Vuelta a Murcia (Murcia > Mazarrón)
- 1994 (Novemail-Histor, una vittoria)

4ª tappa Étoile de Bessèges (Joyeuse > Joyeuse)

## Piazzamenti

### Competizioni mondiali
- Campionati del mondo

Giavera del Montello 1985 - In linea: ritirato
Colorado Springs 1986 - In linea: 13º
Utsunomiya 1990 - In linea: ritirato
- Giochi olimpici

Los Angeles 1984 - In linea: ritirato